# Jarzysław (Kamień Pomorski)
Jarzysław (deutsch Julianenhof) ist ein Dorf in der Woiwodschaft Westpommern in Polen. Das Dorf gehört zur Gmina Kamień Pomorski (Gemeinde Cammin) im Powiat Kamieński (Camminer Kreis).

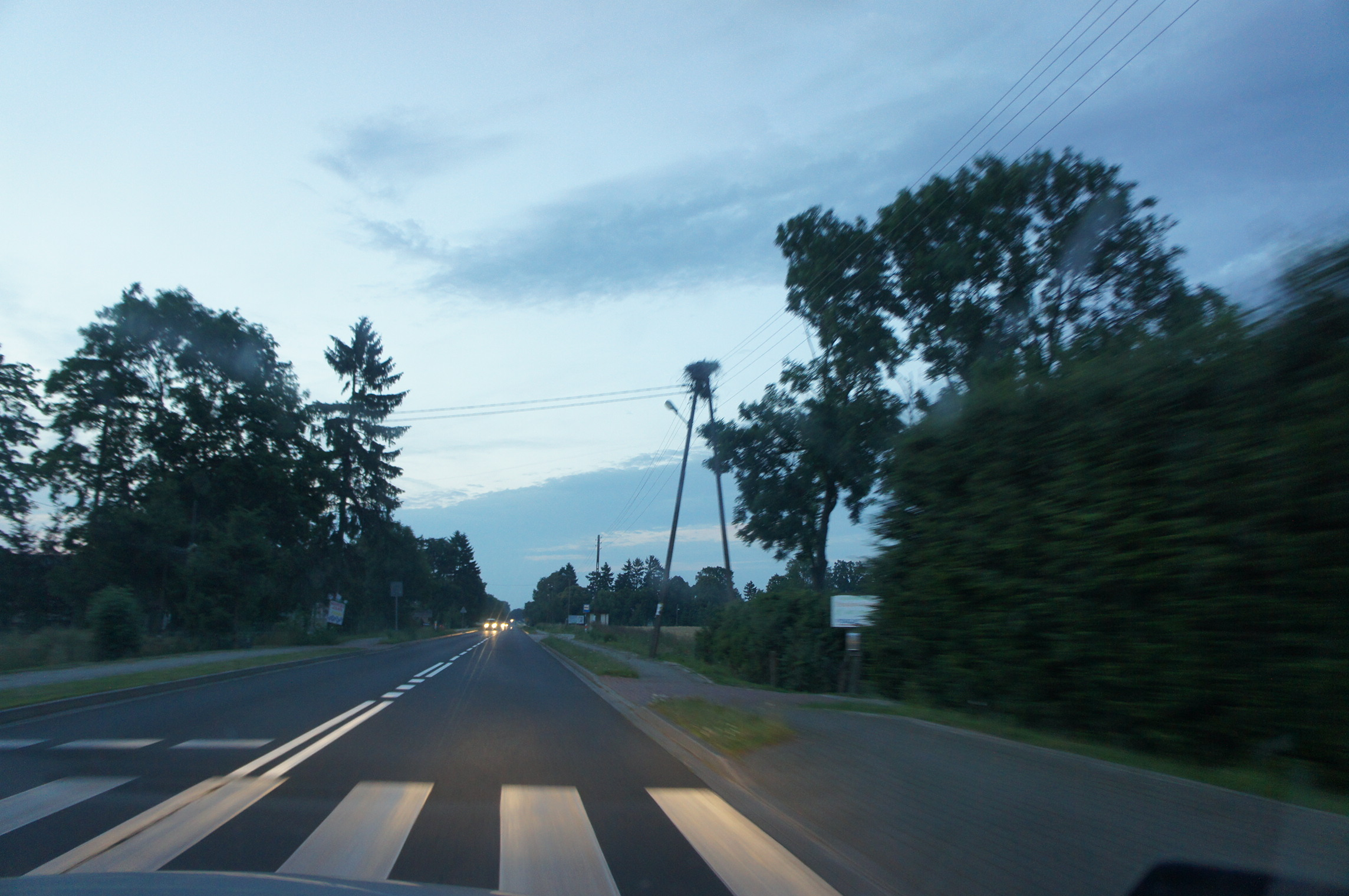
Ortsdurchfahrt mit Storchennest (Aufnahme von 2014)

## Geographische Lage
Das Dorf liegt in Hinterpommern, etwa 55 km nördlich von Stettin und etwa 6 km südlich der Kreisstadt Kamień Pomorski (Cammin i. Pom.). Durch den Ort verläuft in Nord-Süd-Richtung die Woiwodschaftsstraße 107.

## Geschichte
Der Ort ist aus einem Vorwerk des Rittergutes in Görke hervorgegangen. In Ludwig Wilhelm Brüggemanns Ausführlicher Beschreibung des Königlich-Preußischen Herzogtums Vor- und Hinterpommern (1784) ist es bei Görke unter dem Namen „Julianshof“ als „ein auf der Feldmark nahe bey dem Dorfe nordwestwärts gelegenes kleines Vorwerk“ aufgeführt. Beim Vorwerk gab es auch zwei Büdner.
Um 1865 zählte Julianenhof 12 Einwohner. Julianenhof  gehörte zum Gutsbezirk Görke. 
Später wurde der Gutsbezirk in eine Landgemeinde umgewandelt. Bis 1945 bildete Julianenhof einen Wohnplatz der Gemeinde Görke und gehörte mit dieser zum Kreis Cammin der preußischen Provinz Pommern.
1945 kam Julianenhof, wie ganz Hinterpommern, an Polen. Es erhielt den polnischen Ortsnamen „Jarzysław“. Heute bildet der Ort ein Schulzenamt in der Gmina Kamień Pomorski (Gemeinde Cammin).